# Borodino (Kaliningrad)
Borodino (russisch Бородино, deutsch Barraginn, 1938–1945 Georgenhain) ist ein Ort in der russischen Oblast Kaliningrad (Gebiet Königsberg (Preußen)) und gehört zur Mosyrskoje selskoje posselenije (Landgemeinde Mosyr (Klein Gnie)) im Rajon Prawdinsk (Kreis Friedland (Ostpr.)).

## Geographische Lage
Borodino liegt elf Kilometer nordöstlich der früheren Kreisstadt Schelesnodoroschny (Gerdauen) an einer Nebenstraße, die Oserki (Georgenfelde) mit Mosyr (Klein Gnie) an der russischen Fernstraße R 508 verbindet. Bis 2001 bot die nahe gelegene Station „Oserki−Wolnoje“ (bis 1945 „Georgenfelde“ genannt) Anschluss an die Bahnstrecke Toruń–Tschernjachowsk (Thorn–Insterburg), die in ihrem Russischen Streckenabschnitt außer Betrieb gestellt worden ist.

## Geschichte
Im Jahre 1874 wurde die damals Barraginn genannte Landgemeinde in den neu errichteten Amtsbezirk Annawalde (russisch: Smolnoje) eingegliedert. Er gehörte zum Landkreis Gerdauen im Regierungsbezirk Königsberg der preußischen Provinz Ostpreußen. Im Jahre 1910 zählte Barraginn 137 Einwohner.
Am 30. September 1928 wurde ein großer Teil der Landgemeinde Georgenfelde (russisch: Oserki) nach Barraginn eingemeindet, in dessen Gemeindebezirk bis 1945 auch die Ortsteile Bettyhof, Georgenwalde (russisch: Poleschajewo) und Nonnenhof (Gordejewo) eingegliedert waren.
Der Amtsbezirk Annawalde wurde am 6. März 1932 in „Amtsbezirk Barraginn“ umbenannt. Außer Barraginn selbst gehörte noch die Landgemeinde Wolla (1938–1945 Ebenau, russisch: Wolnoje) dazu. Die Einwohnerzahl betrug 1933 insgesamt 452.
Am 3. Juni 1938 (mit amtlicher Bestätigung vom 16. Juli 1938) wurde Barraginn aus politisch-ideologischen Gründen in „Georgenhain“ umbenannt, und am 8. November 1938 erhielt auch der Amtsbezirk Barraginn die neue Bezeichnung „Amtsbezirk Georgenhain“. 1939 lebten in der Gemeinde 440 Menschen.
Infolge des Zweiten Weltkrieges kam der Ort mit dem nördlichen Ostpreußen zur Sowjetunion und erhielt 1947 den russischen Namen „Borodino“. Bis zum Jahr 2009 war der Ort innerhalb der seit 1991/92 russischen Oblast Kaliningrad in den Wischnjowski sowjet (Dorfsowjet Wischnjowoje (Altendorf)) eingegliedert und ist seither – aufgrund einer Struktur- und Verwaltungsreform – eine als „Siedlung“ (possjolok) eingestufte Ortschaft innerhalb der Mosyrskoje selskoje posselenije (Landgemeinde Mosyr (Klein Gnie)) im Rajon Prawdinsk.

## Kirche
Die mehrheitlich evangelische Bevölkerung Barraginns/Georgenhains war bis 1945 in das Kirchspiel Klein Gnie (russisch: Mosyr) eingepfarrt und gehörte zum Kirchenkreis Gerdauen innerhalb der Kirchenprovinz Ostpreußen der Kirche der Altpreußischen Union. Letzter deutscher Geistlicher war Pfarrer Ernst Lappoehn.
Jetzt liegt Borodino im Einzugsbereich der evangelischen Gemeinde in Tschernjachowsk (Insterburg), die der Propstei Kaliningrad innerhalb der Evangelisch-Lutherischen Kirche Europäisches Russland (ELKER) angegliedert ist.